# Caparison
Caparison Guitars est une entreprise japonaise de conception, fabrication ainsi que de design de guitares électriques.

## Présentation
Caparison Guitars apparaît comme un concepteur de guitares électriques axé sur des sons modernes et généralement orientés métal, en particulier utilisées par des solistes. Elle sponsorise des guitaristes de « nouvelle » génération connus pour leurs qualités d’instrumentistes.

## Signature Series
- Apple Horn - Mattias Eklundh
- Dellinger-MJR - Michael Romeo
- Angelus-JSM - Joel Stroetzel

## Custom Line
La série Custom Line est une ligne spéciale produite à partir de matériaux rares avec des finitions poussées et dans des quantités strictement limitées. 
- Angelus
- Dellinger/Dellinger II

## Regular Series
- Angelus
- Dellinger
- Horus
- Orbit
- TAT

## C2 Series
Les C2 Series sont fabriqués au Japon mais avec des prix plus accessibles.
- Angelus
- Dellinger
- Dellinger Basse
- Horus

## Artistes
- Courtney Cox - The Iron Maidens
- Christopher Amott - Arch Enemy
- Mattias Eklundh & Christer Örtefors- Freak Kitchen
- Michael Romeo & Michael Lepond - Symphony X
- Tom Englund & Marcus Jidell - Evergrey
- Fredrik Mannberg  & Nils Eriksson - Nocturnal Rites
- Peter Wichers - Soilwork
- Joel Stroetzel - Killswitch Engage
- Jona Weinhofen - Bring Me the Horizon & I Killed the Prom Queen
- James Murphy
- Robert Marcello
- Olof Mörck - Dragonland & Nightrage
- Andy Rosser-Davies & Jeff Williams - Onslaught
- Constantine - Mystic Prophecy
- Gackt Camui - Solo & Ex. Malice Mizer
- Ace Shimizu - Face To Ace & Ex. Seikima-II
- Ryu - Blood Stain Child
- Chris Rörland - Sabaton